# Sistema Interamericano de Derechos Humanos
El Sistema Interamericano de Promoción y Protección de los Derechos Humanos (SIDH, o simplemente, el Sistema Interamericano de Derechos Humanos) es el conjunto de normas e instituciones encargadas de asegurar la promoción y protección del derecho internacional de los derechos humanos en el continente americano. Este sistema fue creado en el marco de la Organización de Estados Americanos (OEA), y provee un recurso a los habitantes de América que han sufrido violación de derechos humanos por parte del Estado. El Sistema Interamericano de Derechos Humanos se fundamenta en la Declaración Americana de los Derechos y Deberes del Hombre, adoptada en 1948, la Carta de la Organización de los Estados Americanos (1948) y en la Convención Americana sobre Derechos Humanos, suscrita en 1969 y vigente desde 1978. 
Los órganos principales del Sistema Interamericano son: 
- La Comisión Interamericana de Derechos Humanos (CIDH) con sede en la ciudad de Washington D.C. y
- La Corte Interamericana de Derechos Humanos (Corte IDH) ubicada en en San José de Costa Rica.

## Historia del Sistema Interamericano
En 1948 los Estados del continente americano se reunieron en la Novena Conferencia Internacional Americana en la Ciudad de Bogotá y acordaron la creación de la Organización de Estados Americanos y adoptaron la  Declaración Americana de los Derechos y Deberes del Hombre. Esta declaración es el primer documento internacional de derechos humanos de carácter general que existió en el mundo, incluso antecediendo a la Declaración Universal de Derechos Humanos.
En 1959 los Estados de la OEA crearon la Comisión Interamericana, el órgano de OEA encargado de promover la protección de los derechos humanos. La CIDH se reunió por primera vez en 1960.
En el año 1961 la CIDH inicia sus visitas in loco a países con el fin de investigar sobre violaciones de los derechos humanos Desde entonces ha realizado 92 visitas a 23 países miembros. Según  la situación observada en cada país visitado, la CIDH publica informes especiales que dan cuenta de lo encontrado. A la fecha se cuenta con  60 de estos informes.
Desde 1965 la CIDH fue autorizada para recibir y procesar denuncias o peticiones sobre casos individuales en los cuales se presentan violaciones a los derechos humanos. Desde ese entonces ha recibido miles de peticiones, que se han concretado en 19.423 casos. Los informes finales  pueden encontrarse en los informes anuales de la Comisión o por país.
En 1969 se aprobó la Convención Americana sobre Derechos Humanos, que entró en vigor en 1978 y que ha sido ratificada, a enero de 2012, por 24 países: Argentina, Barbados, Brasil, Bolivia, Chile, Colombia, Costa Rica, Dominica, República Dominicana, Ecuador, El Salvador, Granada, Guatemala, Haití, Honduras, Jamaica, México, Nicaragua, Panamá, Paraguay, Perú, Suriname, Uruguay y Venezuela. Esta Convención establece un listado de derechos humanos  a los cuales se comprometen los Estados se comprometen a respetar y garantizar.  Esta Convención creó la Corte Interamericana de Derechos Humanos, y le otorgó otras funciones adicionales a la Comisión Interamericana.

## Comisión Interamericana de Derechos Humanos
La Comisión Interamericana de Derechos Humanos (CIDH) es el órgano de la OEA encargado de promover la protección de los derechos humanos en el continente americano.  Su función de promover la observancia y la defensa de los derechos humanos y  así aportar como órgano consultivo de la Organización de Estados Americanos en esta materia. Está integrada por siete comisionados o comisionadas independientes que se desempeñan en forma personal y tiene su sede en Washington, D.C. La Comisión Interamericana de Derechos Humanos fue creada por la OEA en 1959. 
La Comisión, tiene competencias con dimensiones políticas, entre las cuales se resaltan la realización de visitas y la preparación de informes acerca de la situación de los derechos humanos en los Estados miembros. Por otro parte, también realiza funciones con una dimensión casi judicial . En esa competencia es donde se reciben las denuncias de particulares u organizaciones relativas a violaciones a derechos humanos, también examina las peticiones y adjudica los casos en el supuesto de que se cumplan los requisitos de admisión. 
Las funciones de la Comisión son:
1. Recibir, analizar e investigar peticiones individuales en las que se alega que Estados Miembros de la OEA que han ratificado la Convención Americana o aquellos Estados que aún no la han ratificado han violado derechos humanos.
2. Observa la situación general de los derechos humanos en los Estados Miembros y publica informes especiales sobre la situación existente en determinado Estado Miembro, cuando lo considera apropiado.
3. Realizar visitas a los países para analizar con detalle la situación general y/o para investigar una situación específica De manera global, estas visitas dan lugar a la preparación de un informe sobre la situación de los derechos humanos, el cual es publicado y presentado ante el Consejo Permanente y la Asamblea General de la OEA.
4. Estimular la conciencia pública respecto de los derechos humanos en las Américas. La Comisión también lleva a cabo y publica informes sobre temas en específico; como, las medidas que deben adoptarse para garantizar un mayor acceso a la justicia; los efectos que tienen los conflictos armados internos en ciertos grupos; la situación de derechos humanos de niños, niñas y adolescentes, de las mujeres, de las y los trabajadores  migrantes y sus familias, de las personas privadas de libertad, de las y los defensores de derechos humanos, de los pueblos indígenas, de las personas afrodescendientes y de las personas privadas de libertad; sobre la libertad de expresión; la seguridad ciudadana y el terrorismo y su relación con los derechos humanos.
5. Esta recomienda a los Estados Miembros de la OEA que  adopten medidas que contribuyan a la protección de los derechos humanos en los países del Continente.
6. Se presentan casos ante la Corte Interamericana y comparece ante la misma durante la tramitación y consideración de los casos.
7. Solicita opiniones de consulta a la Corte Interamericana, de conformidad con lo dispuesto en el Artículo 64 de la Convención Americana.
8. Recibe y examina comunicaciones en las que un Estado parte alegue que otro Estado parte ha incurrido en violaciones de los derechos humanos reconocidos en la Convención Americana, de conformidad con el Artículo 45 de dicho instrumento.[5]

En este sentido, las funciones de la Comisión se pudieran dividir en: funciones de monitoreo, emisión de informes, peticiones y casos, y medidas cautelares.

## Estados con ratificación
Los países que han ratificado la Convención Americana son: Argentina, Barbados, Bolivia, Brasil, Chile, Colombia, Costa Rica, Dominica, Ecuador, El Salvador, Granada, Guatemala, Haití, Honduras, Jamaica, México, Nicaragua, Panamá, Paraguay, Perú, República Dominicana, Surinam y Uruguay. Dos países, Trinidad y Tobago, y Venezuela, han denunciado la CADH y por ello ya no son parte. En relación con los demás Estados de la OEA, la Comisión puede recibir peticiones en las cuales se peticionan restitución de derechos en materia de violaciones a los  derechos humanos en países donde no haya sido ratificado dicho tratado. Lo anterior evidencia que los derechos humanos no se eximen por ninguna causal.

### Tratados interamericanos de derechos humanos
- Convención Americana sobre Derechos Humanos, “Pacto de San José de Costa Rica”, 1969;
- Convención Interamericana para Prevenir y Sancionar la Tortura, 1985;
- Protocolo Adicional a la Convención Americana en materia de Derechos Económicos, Sociales y Culturales, “Protocolo de San Salvador”, 1988;
- Protocolo a la Convención Americana sobre Derechos Humanos relativo a la Abolición de la Pena de Muerte, 1990;
- Convención Interamericana para Prevenir, Sancionar y Erradicar la Violencia contra la Mujer, “Convención de Belém do Pará”, 1994;
- Convención Interamericana sobre Desaparición Forzada de Personas, 1994;
- Convención Interamericana para la Eliminación de Todas las Formas de Discriminación contra las Personas con Discapacidad, 1999.

## Derechos protegidos
La Convención Americana protege los siguientes derechos humanos:
- El derecho a la igualdad
- El derecho al reconocimiento de la personalidad jurídica
- El derecho a la vida
- El derecho a la integridad personal
- El derecho de toda persona a no ser sometida a esclavitud y servidumbre
- El derecho a la libertad personal
- El derecho a las garantías judiciales
- El principio de legalidad y de no retroactividad
- El derecho de toda persona a ser indemnizada conforme a la ley en caso de haber sido condenada en sentencia firme por error judicial
- El derecho a la protección de la honra y de la dignidad
- El derecho a la libertad de conciencia y de religión
- La libertad de pensamiento y de expresión
- El derecho de rectificación o respuesta
- El derecho de reunión
- La libertad de asociación
- El derecho a la protección de la familia
- El derecho al nombre

### Órganos funcionales
El Sistema Interamericano de Derechos Humanos está compuesto por la Comisión Interamericano de Derechos Humanos. (CIDH) y la Corte Interamericana de Derechos Humanos (Corte IDH).

## Corte Interamericana de Derechos Humanos
La Corte Interamericana es uno de los tres tribunales regionales de protección de los derechos humanos, está conjuntamente asociado con la Corte Europea de Derechos Humanos y la Corte Africana de Derechos Humanos .Esta es una institución judicial autónoma cuyo objetivo es aplicar e interpretar la Convención Americana. La Corte Interamericana ejerce una función contenciosa, dentro de la que se encuentra la resolución de casos contenciosos y el mecanismo de supervisión de sentencias; una función consultiva; y la función de dictar medidas provisionales. Son veinte los Estados que han reconocido la competencia contenciosa de la Corte, a decir: Argentina, Barbados, Bolivia, Brasil, Chile, Colombia, Costa Rica, Ecuador, El Salvador, Guatemala, Haití, Honduras, México, Nicaragua, Panamá, Paraguay, Perú, República Dominicana, Surinam y Uruguay.  La sede de la Corte Interamericana se encuentra en San José de Costa Rica.

### Integración
La Corte está integrada por siete Jueces o Juezas nacionales de los Estados miembros de la OEA. Actualmente la Corte IDH está organizada de la siguiente manera :  Ricardo Pérez Manrique (Uruguay), Presidente, Humberto Antonio Sierra Porto (Colombia), Vicepresidente,  Eduardo Ferrer Mac-Gregor Poisot (México), Nancy Hernández López (Costa Rica), Verónica Gómez (Argentina), Patricia Pérez Goldberg (Chile) y Rodrigo Mudrovitsch (Brasil).

#### Elección de los jueces
La secretaría está compuesta por un Secretario y un Secretario Adjunto, los cuales dan soporte legal y administrativo a la Corte en su trabajo judicial. El Secretario es Pablo Saavedra Alessandri (Chile) y la Secretaria Adjunta es Emilia Segares Rodríguez (Costa Rica).
Para la elección de los jueces el Secretario General de la OEA solicita a los Estados partes en la Convención que presentan una lista con los nombres de los candidatos para Jueces de la Corte. Cada Estado parte puede proponer hasta tres candidatos, nacionales del Estado que los propone o de cualquier otro Estado miembro de la Organización. Los Jueces son elegidos a título personal por los Estados partes, en votación secreta y por mayoría absoluta de votos, durante la Asamblea General de la OEA inmediatamente anterior a la expiración del mandato de los Jueces salientes.

#### Duración
El mandato de los Jueces es de seis años y pueden ser reelectos una vez más por el mismo período. Sin embargo, los Jueces que terminan su mandato siguen participando en el estudio de los casos que conocieron antes de que expirara su período y que se encuentran en estado de sentencia. Los Jueces están a disposición de la Corte, y deben trasladarse a la sede o al lugar en que ésta realice sus sesiones, cuantas veces y por el tiempo que sea necesario.

### Funciones
Dentro de dicha función, la Corte determina si algún Estado ha incurrido en responsabilidad internacional por la violación de los derechos consagrados en la Convención Americana o en otros tratados de derechos humanos aplicables al Sistema Interamericano. Asimismo, a través de esta vía, la Corte realiza la supervisión de cumplimiento de sentencias, adicional la Corte responde de igual manera consultas que formulan los Estados miembros de la OEA o los órganos de la misma acerca de: a) la compatibilidad de las normas internas con la Convención; y b) la interpretación de la Convención o de otros tratados concernientes a la protección de los derechos humanos en los Estados Americanos.

### Medidas reparatorias
"Una de sus aportaciones más significativas de la Corte al derecho internacional de los derechos humanos ha sido en materia de reparaciones. Al respecto, debemos acudir al artículo 63.1 de la Convención Americana —precepto más detallado que su homólogo europeo—. [...] La propia Corte ha llegado a mantener que dicho precepto se erige como norma consuetudinaria, «que es, además, uno de los principios fundamentales del actual derecho de gentes», construyendo a partir de tal artículo una línea jurisprudencial basada en el concepto de reparación integral del daño causado a la víctima (restitutio in integrum). Con tal fin, la Corte Interamericana ha acudido a distintas modalidades de reparación, como son la restitución, la indemnización, la rehabilitación, la satisfacción y las garantías de no repetición. De hecho, incluso atendiendo a la noción de realización personal, la Corte IDH ha llegado a otorgar reparaciones por daños al proyecto de vida. Igualmente, cabe destacar la importancia de la cuestión reparatoria en el procedimiento ante la Corte, y el papel desempeñado en este por la víctima".

## Relatoría y unidades temáticas
Desde el año de 1990 se comenzó la creación de las Relatorías Temáticas, esto fue con visión de la Comisión Interamericana de Derechos Humanos para cumplir el rol de lograr tener un enfoque directo de la situación que están viviendo las minorías y grupos de personas que a través de la historia han sido violentados y discriminados. Estas situaciones de violaciones a derechos humanos son la base de que estas investigaciones se realicen y se tome gran importancia el indagar el trabajo y los esfuerzos que ha realizado la Comisión Interamericana para promover y analizar dichos temas y situaciones.
Hay distintas relatorías enfocadas en diversas situaciones sobre derechos humanos como de sectores de la sociedad, cuáles han sido vulnerados constantemente. A continuación se mencionara una lista de algunas relatorías que se han ido creando desde 1990 cuando se crea la Relatoría de los Derechos de los Pueblos Indígenas.
- Relatoría sobre los Derechos de los Pueblos Indígenas.
- Relatoría sobre los Derechos de las Mujeres.
- Relatoría sobre los Derechos de los Migrantes.
- Relatoría Especial para la Libertad de Expresión.
- Relatoría sobre los Derechos de la Niñez.
- Relatoría sobre Defensoras y Defensores de Derechos Humanos.
- Relatoría sobre los Derechos de las Personas Privadas de Libertad.
- Relatoría sobre los Derechos de los Afrodescendientes y contra la Discriminación Racial.

En el caso de los Derechos de las Lesbianas, los Gays y las Personas Trans, Bisexuales e Intersex, se creó una Unidad Temática especializada para abarcar toda información y situación de sus derechos. Dentro de la Unidad se encuentra la Relatoría respectiva. 
- Unidad para los Derechos de las Lesbianas, los Gays y las Personas Trans, Bisexuales e Intersex.

Las relatorías y grupos de trabajo están respaldados y establecidos en el artículo 15 del Reglamento de la Comisión Interamericana de Derechos Humanos. En dicho reglamento se mencionan las relatorías temáticas y las especiales, las cuales las temáticas están a cargo de un miembro de la Comisión a diferencia de las especiales que están a cargo de otras personas designadas por la misma Comisión.
Debido a la necesidad de relatores y relatoras la CIDH estableció que cada país miembro debe de tener asignado a uno de sus miembros como relator o relatora, estos siendo designados por la misma Comisión en su primera sesión del año o cuando se necesite en el caso de las relatorías temáticas, en cambio de las especiales que tienen que nombrarse de acuerdo a los parámetros establecidos en el artículo 15 del reglamento. En esta misma primera sesión del año se decide sobre el funcionamiento y trabajo de las relatorías y su misma designación por parte de la Comisión Interamericana de Derechos Humanos . Los relatores tienen la obligación de anualmente informar sobre los procedimientos y trabajos desarrollados.

## Procedimiento de quejas
La queja debe presentarse frente a los Estados miembros de la OEA que se considere haya violado los derechos contenidos en la Declaración Americana, Convención Americana y demás tratados interamericanos.
Se considera que un Estado ha violado un derecho cuando:
1. Acción: El Estado o sus agentes hicieron o actuaron de manera errónea
2. Aquiescencia: Hubo consentimiento previo tácito del Estado o sus agentes
3. Omisión: El Estado o sus agentes no actuaron como debieron hacerlo

La Comisión solamente podrá determinar la responsabilidad internacional de cualquier Estado miembro de la OEA, es decir, no tiene competencia para atribuir responsabilidad individual.

### Responsabilidad
Cuando la Comisión establezca que un Estado es responsable de la violación de derechos humanos de una persona o todo un grupo deberá emitir un informe inclusivo de recomendaciones que:
1. Pretende suspender los actos que violen los derechos humanos.
2. Sancione e identifique a los responsables de tales hechos.
3. Reparar y resarcir los daños ocasionados.
4. Integrar cambios en el ordenamiento vigente.
5. Adoptar otras medidas según requiera de acciones estatales.

También se puede intentar llegar a una solución amistosa del asunto con el Estado.
Sin embargo, la Comisión no podrá ayudar en los siguientes casos:
1. Pronunciamiento de casos referentes a un Estado que no se miembro de la OEA
2. Proporcionar abogado para la asistencia del proceso interno o que éste pretenda presentar una solicitud a manera de medida cautelar ante la Comisión.
3. Dar algún tipo de apoyo económico o herramientas de trabajo a las personas.
4. Ayudar en la procedencia de trámites migratorios u otorgar visas o asilo político.

En principio la Comisión deberá examinar las peticiones que aleguen violaciones en Estados que ya estén ratificados frente a la Convención Americana, para los que no lo hayan hecho se podrá alegar la violación frente a la Declaración Americana. Las personas también podrán alegar la violación de un derecho que esté protegido en otro tratado de derechos humanos según sean las condiciones aplicables.
Quienes pueden llevar la queja son los Estados partes y la Comisión ante la Corte IDH, por tanto las personas no podrán acudir directamente a la corte pues deben seguir un conducto y primero deberán presentar su petición a la Comisión y completar todos los pasos previos.
La Comisión podrá remitir los casos ante la Corte IDH únicamente de los Estados que hayan ratificado la Convención Americana y que hayan reconocido con anterioridad la competencia de la Corte, con salvedad de un Estado que acepte competencia de un caso en concreto.
Uno de los requisitos para poder examinar una petición deben haberse agotado todos los recursos judiciales internos que estén presentes de conformidad con la legislación del Estado vigente.
Agotar esos recursos internos significa que las personas que quieran presentar una petición ante la Comisión primero deberán haber presentado esta queja en los tribunales nacionales para que ellos decidan ante la situación que se denuncia; si ya se emitió decisión en última instancia podrá revisar la Comisión. Sin embargo, en caso de no ser posible agotar los recursos internos las personas deberán explicar las razones y la Comisión decidirá si admite la excepción.

### Recursos judiciales
1. Los que menciona el ordenamiento.
2. En caso de no ser mencionado, el tribunal puede dar acercamiento al caso.

La Comisión puede estudiar una petición en la que no se hayan agotado los recursos internos cuando:
1. Las leyes internas no han establecido un debido proceso a los derechos que se alegan violados.
2. Que la presunta víctima no haya podido o no se le haya permitido el acceso a los recursos internos o se les ha impedido agotarlos.
3. La Administración jurídica demore en su decisión final sobre el caso sin alguna razón válida.

La petición debe presentarse dentro de los seis meses posteriores a la fecha de la notificación de la decisión judicial definitiva que agotó los recursos internos. Cuando hay una excepción al agotamiento de los recursos internos, el plazo de seis meses no se aplica. En ese caso, la petición deberá ser presentada dentro de un plazo razonable.

## Todo lo relacionado con las Convenciones y Declaraciones
A continuación se exhibirán los principales instrumentos que forman parte del sistema interamericano de los derechos humanos. Estas distintas declaraciones y convenciones son las que conforman los distintos mandatos y funciones de los órganos dentro del sistema, es decir, la corte interamericana y la comisión por igual.
Los documentos principales que representan lo anteriormente mencionado son La Declaración Americana de los Derechos y Deberes del Hombre y Convención Americana sobre Derechos Humanos.
De esta misma manera se incluyen tales documentos importantes que sirven como guía para entender el Sistema Interamericano de Derechos Humanos, tales como la Convención Interamericana en materia de tortura, los protocolos adicionales a la Convención Americana en materia de derechos económicos, sociales y culturales y relativo a la abolición de la pena de muerte, y las Convenciones para prevenir, sancionar y erradicar la violencia contra la mujer “Convención de Belém do Pará”; la desaparición forzada de personas; la discriminación contra las personas con discapacidad; el racismo, la discriminación racial y formas conexas de intolerancia y toda forma de discriminación e intolerancia; sobre la protección de los derechos humanos de las personas mayores.

### La Declaración Americana de los Derechos y Deberes del Hombre.
Comenzando con la Declaración Americana de los Derechos y Deberes del Hombre, este instrumento se adopta el 2 de mayo de 1948 siendo este el primer instrumento internacional sobre los derechos humanos. Entrando en contexto fue entonces que pasados 8 meses la ONU aprueba La Declaración Universal de Derechos Humanos.
Este primer instrumento internacional de derechos humanos básicamente establece los derechos esenciales del hombre y que estos derechos lejos de nacer por ser perteneciente a un Estado, nacen más bien tomando en cuenta los mismos atributos de la persona humana. Por lo tanto en la actualidad la Comisión y la Corte reconocen esta declaración como una fuente de obligaciones internacionales para todos los Estados miembros de la OEA.

### La Convención Americana sobre Derechos Humanos (“Pacto de San José de Costa Rica”).
A continuación, el 22 de noviembre de 1969 se adopta La Convención americana sobre Derechos Humanos, no fue hasta 1978 que esta convención entró en vigor del tal manera que permitía aumentar la efectividad de la Comisión, de establecer concretamente una Corte Interamericana de Derechos Humanos y que pudiera modificar la naturaleza jurídica de los instrumentos clave dentro de esta misma estructura.
Esta Convención se divide en dos partes, la primera parte establece los deberes de los Estados y sus derechos, en su segunda parte establece los medios de protección, que en este caso serán los órganos competentes para conocer de asuntos relacionados con el cumplimiento de los Estados partes de este mismo tratado, La Comisión y La Corte de Derechos Humanos.

### La Convención Interamericana para Prevenir y Sancionar la Tortura.
Esta convención se adopta el 9 de diciembre de 1985 y entra en vigor hasta el 28 de febrero de 1987. De ella emana una detallada definición de la tortura y lo referente a las responsabilidad por la comisión del delito, de tal manera que los Estados parte ahora se comprometen a la adopción de medidas para prevenir y sancionar cualquier tipo de acto inhumano o cruel y aplicar sanciones graves a los que cometan tales delitos.

### La Convención Interamericana para Prevenir, Sancionar y Erradicar la Violencia contra la Mujer (“Convención de Belém do Pará”).
Esta convención se adopta el 9 de junio de 1994 y entra en vigor el 5 de marzo de 1995, la función de este instrumento es detallar de manera precisa las diferentes formas de violencia contra la mujer, incluyendo todo tipo de violencia. Por lo tanto los Estados miembros se comprometen a sancionar y condenar tales actos con debida diligencia del tal manera que se respete la idea principal del tratado la cual es que toda mujer tiene derecho a una vida libre de violencia y de todos los derechos humanos existentes en los instrumentos como regionales e internacionales.

### La Convención Interamericana sobre Desaparición Forzada de Personas.
Esta Convención fue adoptada en 1994 y no fue hasta el 28 de marzo de 1996 que entró en vigor, esta convención fue el primer instrumento se crea a partir de la idea de definir específicamente esta forma compleja de violación a los derechos humanos.
Por lo que ahora los Estados parte en este Tratado se comprometen a sancionar a cualquier autor o cómplice de este delito así como abstenerse de ello, de esta manera se incluye y se conforma dentro de este instrumento el delito de desaparición forzada.

### Convención Interamericana contra el Racismo, la Discriminación Racial y Formas Conexas de Intolerancia.
Esta Convención se adopta el 5 de junio de 2013 y entró en vigor hasta el 11 de noviembre de 2017. De tal manera que su función principal se enfoca en el refuerzo del compromiso de todos los Estados miembros con adoptar medidas especiales en favor de las personas que sus derechos se ven comprometidos y sean víctimas de discriminación racial de tal manera que alcancen su objetivo de erradicar la discriminación racial.

### Convención Interamericana sobre los Derechos Humanos de las Personas Mayores.
Esta Convención se adopta el 15 de junio de 2015 y entró en vigor el 11 de enero de 2017. Su principal función es la promoción, protección, y reconocimiento de los derechos humanos de las personas mayores con la finalidad de que se asegure la inclusión, integración y participación de las personas mayores en la sociedad. De tal manera que habilita a cualquiera que estime que los derechos humanos de las personas mayores están siendo violados a ejercer acciones como la denuncia a la Comisión Interamericana de Derechos Humanos.

### Declaración Americana sobre los Derechos de los Pueblos Indígenas.
La Declaración Americana sobre los Derechos de los Pueblos Indígenas fue adoptada el 14 de junio de 2016, esta adopción género un acto histórico para el reconocimiento de más de 50 millones de personas incluidas en este sector. Pues de esta manera ahora se tiene que ver reflejado un gran interés por parte de los Estados hacia este sector que por mucho tiempo había estado vulnerable. La principal idea es la promoción del respeto, la protección y las garantías de los Derechos Humanos para los pueblos indígenas.

### La Declaración de Principios sobre Libertad de Expresión.
Esta declaración la adopta La Comisión Internacional de Derechos Humanos en el año 2000, la declaración está compuesta de principios vinculantes a la protección del derecho a la libertad de expresión. Son principios como el derecho de recibir, difundir, buscar información y opiniones de manera libre, el acceso a la información personal los que la conforman y cualquier obstáculo que impida que estos principios se aseguren deben estar prohibidos por la ley de los Estados miembros.